# Cooper T60

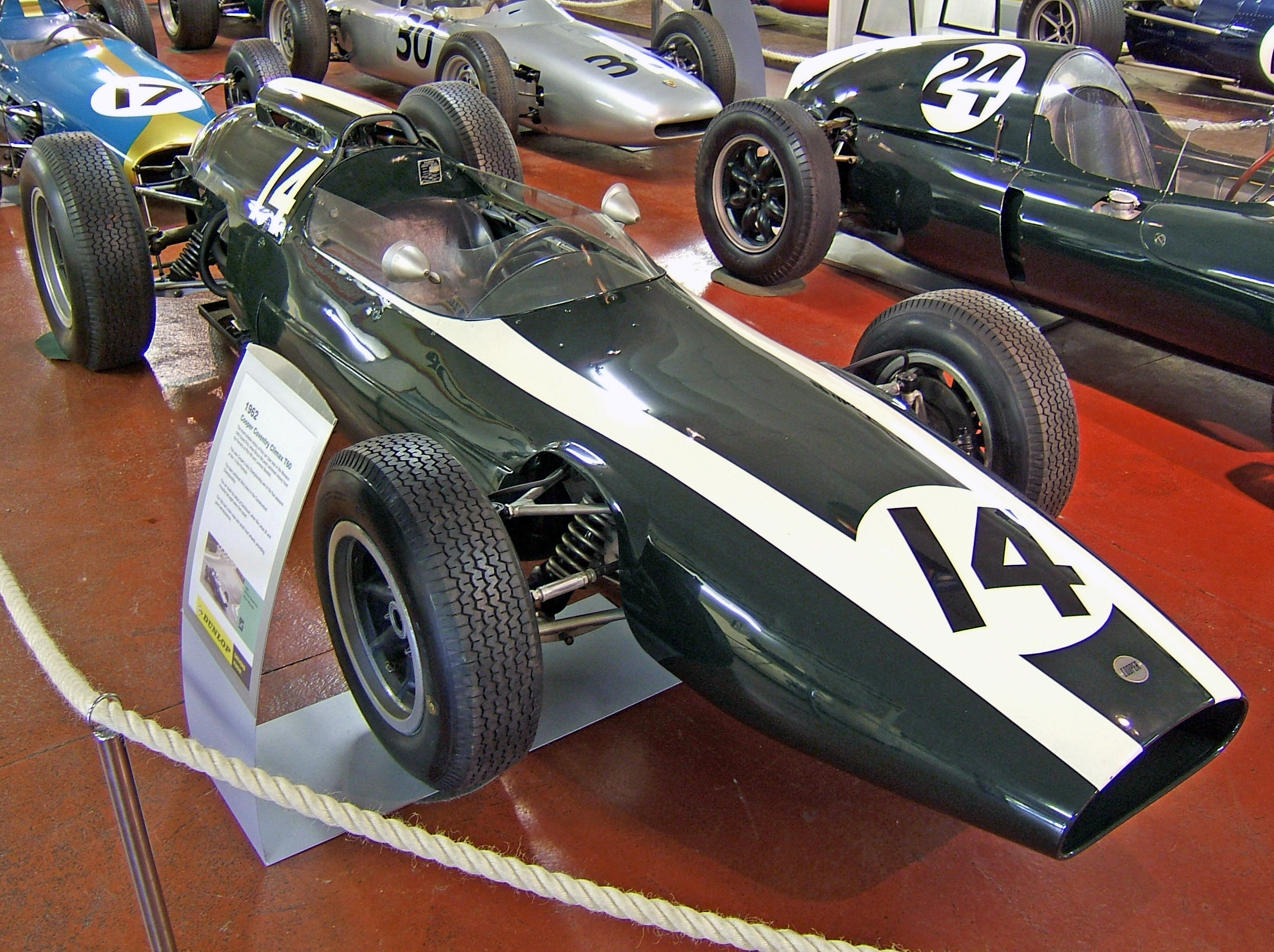
Cooper T60; Siegerwagen von Bruce McLaren beim Großen Preis von Monaco 1962

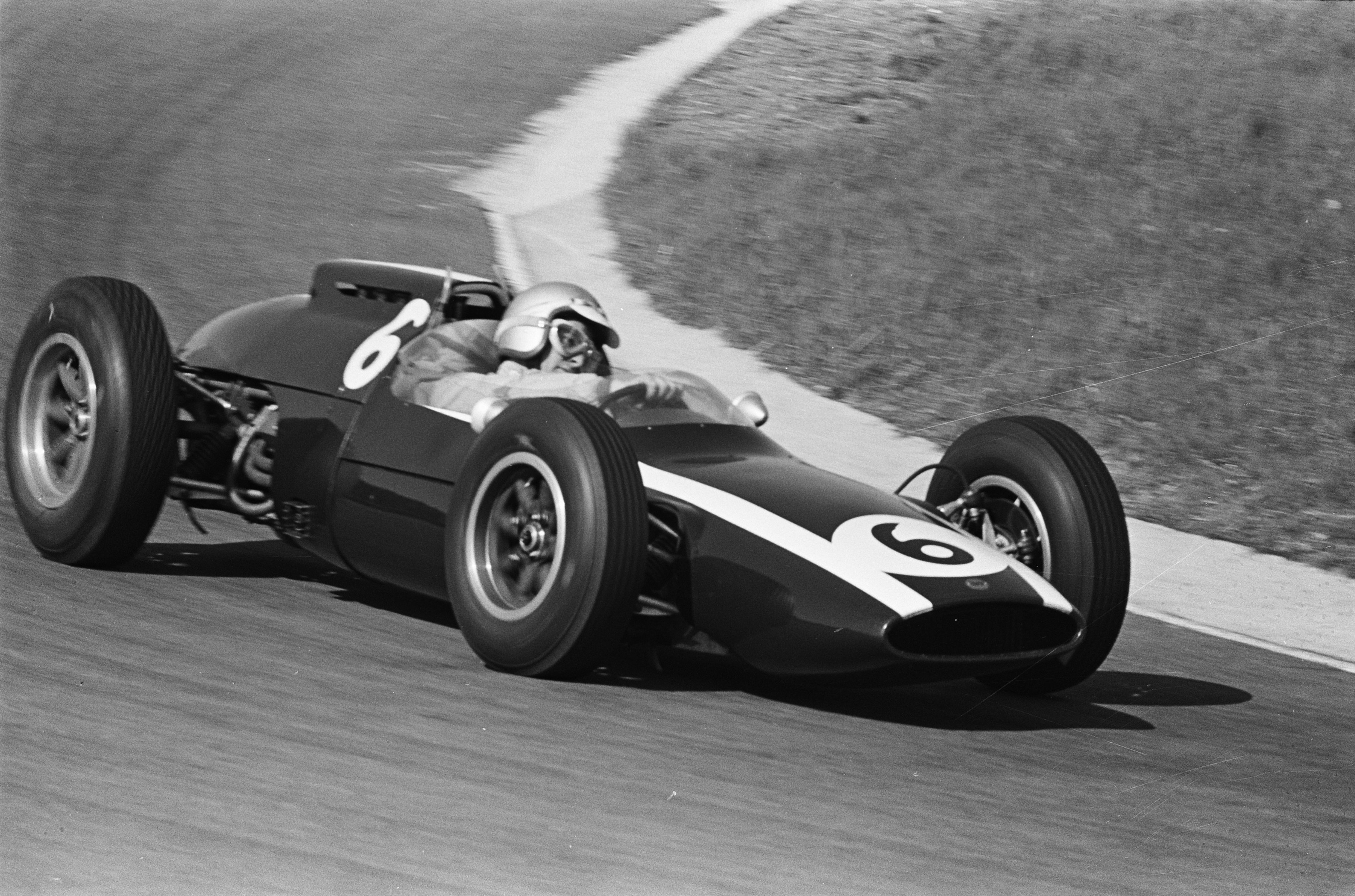
Bruce McLaren im T60 beim Großen Preis der Niederlande 1962

Der Cooper T60 war ein Formel-1-Rennwagen der Cooper Car Company, der von 1962 bis 1965 bei Veranstaltungen dieser Rennformel zum Einsatz kam.

## Entwicklungsgeschichte
Der Cooper T60 war John Coopers Konstruktion für das 1,5-Liter-Hubraum-Reglement der Formel 1 1962. Gebaut wurde der Wagen, dessen Chassis aus einem Stahl-Gitterrohrrahmen bestand, um den neuen FWMV-V8-Motor von Climax aufnehmen zu können. Der größere und vor allem längere Motor machte einen längeren Radstand als bei den Vorgängermodellen notwendig. Die Karosserie war aus Aluminium und das 6-Gang-Getriebe eine Eigenkonstruktion von Cooper. Die Aufhängungen vorne und hinten hatten Doppelquerlenker und Schraubenfedern.
Die ersten Testfahrten verliefen wenig Erfolg versprechend. Zu beständigen Problemen mit dem Ansprechverhalten des Motors kamen Getriebeschäden. Diese technischen Mängel konnten bis zum Saisonstart weitestgehend korrigiert werden. In der Nachschau wird der T60 in vielen Publikationen, wenn nicht als Fehlkonstruktion, so zumindest als wenig erfolgreicher Wagen beschrieben. Diese Annahme wird durch die Ergebnisse der Werksmannschaft 1962 nicht bestätigt. Der dritte Gesamtrang in der Konstrukteurswertung konnte von Cooper in den weiteren Jahren der Renngeschichte des britischen Teams nicht mehr übertroffen werden. Außerdem folgten dem Sieg von Bruce McLaren mit dem T60 in Monaco 1962 nur mehr zwei Cooper-Grand-Prix-Siege mit dem T81 Ende der 1960er-Jahre.

## Renngeschichte
Den ersten Renneinsatz mit dem T60 hatte Cooper beim Großen Preis der Niederlande 1962 in Zandvoort, mit Bruce McLaren am Steuer. Im Training erzielte der Neuseeländer die fünftschnellste Zeit und bewies damit die Konkurrenzfähigkeit der neuen Konstruktion, die im Widerspruch zu den erwähnten Problemen bei den Testfahrten stand. Im Rennen fuhr McLaren in der fünften Rennrunde mit einer Zeit von 1:34,400 – entsprach einem Schnitt von 159,903 km/h – sogar die schnellste Rennrunde. Eine Zielankunft verhinderte ein Getriebeschaden. Vom dritten Startplatz aus ins Rennen gehend sorgte McLaren beim zweiten Saisonrennen, dem Großen Preis von Monaco, für den ersten Rennsieg des T60. Er führte bereits die ersten sechs Runden nach dem Start das Feld an und profitierte am Ende vom Ausfall Graham Hills, der acht Runden vor dem Fallen der Zielflagge mit einem Motorschaden am V8-Motor seines BRM P57 am Streckenrand ausrollte.
Ab dem Großen Preis von Belgien hatte Cooper für beide Werksfahrer T60-Chassis zur Verfügung. Somit ging ab diesem Rennen auch Anthony Maggs mit diesem Typ in der Formel-1-Weltmeisterschaft an den Start. Nach einem Doppelausfall beim belgischen Grand Prix in Spa-Francorchamps fuhr Maggs seinen T60 beim Großen Preis von Frankreich in Rouen-les-Essarts an die zweite Stelle der Schlusswertung. Geschlagen wurde er nur von Dan Gurney, der für Porsche den einzigen Sieg als Hersteller bei einem Weltmeisterschaftslauf der Formel 1 einfuhr. Bruce McLaren beendete das Rennen als Vierter.
Es folgten weitere erfolgreiche Rennen und Podiumsplatzierungen. McLaren wurde Dritter beim Großen Preis von Großbritannien, der in diesem Jahr zum letzten Mal auf der Rennstrecke von Aintree ausgefahren wurde. Auch bei den Rennen in Italien (Dritter), den USA (erneut Dritter) und in Südafrika (als Zweiter) fuhr McLaren auf das Podium der ersten drei. In Südafrika rundete Anthony Maggs mit dem dritten Endrang einen großen Erfolg für das Team ab. Dadurch erreichte Cooper mit einem Rennen zehn Punkte für den Konstrukteurspokal und sicherte sich den dritten Endrang in dieser Meisterschaft. Die Fahrerweltmeisterschaft beendete McLaren als Dritter und Maggs als Siebter. Der südafrikanische Grand Prix in East London war der letzte Werkseinsatz der T60, die nach Ablauf der Saison an Privatteams verkauft wurden.
1963 bestritt Joakim Bonnier mit einem T60 von Rob Walker einige Weltmeisterschaftsläufe. Bonniers beste Platzierung war der fünfte Rang beim Großen Preis von Belgien. Die beiden Renneinsätze des T60 der Scuderia Centro Sud mit Mário de Araújo Cabral am Steuer verliefen wenig erfreulich. Beim Großen Preis von Deutschland auf der Nordschleife des Nürburgrings gab es einen Ausfall durch Getriebeschaden. Beim Großen Preis von Italien verpasste Cabra die Qualifikation.
Die letzten Renneinsätze des T60 gab es beim Großen Preis von Italien 1964 und dem Weltmeisterschaftslauf in Großbritannien 1965. In Monza 1964 konnte der Schweizer Jean-Claude Rudaz einen privaten T60 zwar fürs Rennen qualifizieren; eine Teilnahme war nach einem Motorschaden am Sonntagvormittag jedoch nicht möglich. 1965 endete der allerletzte offizielle Einsatz dieses Wagens durch einen Zündungsschaden in der 38 Runde vorzeitig. Gefahren wurde der vom ehemaligen Rennfahrer Bob Gerard gemeldete Wagen von John Rhodes.